# Prunus serrulata
Cerisier du Japon
Pour le cerisier du Japon dans la culture japonaise, voir Sakura.
Espèce
Prunus serrulata est une espèce de plantes à fleurs de la famille des Rosaceae. C'est un cerisier originaire d'Asie (Japon, Corée, Chine). Il est largement utilisé comme arbre d'ornement pour sa splendide floraison printanière et son feuillage coloré en automne. À partir du XVe siècle, ses nombreuses cultures et hybridations ont permis le développement d’un grand nombre de cultivars ornementaux. En français, il est appelé Cerisier du Japon, Cerisier des collines, Cerisier à fleurs japonais ou Cerisier oriental. Sa floraison marque le retour du printemps.

## Dénominations

### Nom scientifique valide complet
Prunus serrulata Lindl. (1830)

### Noms vulgaires communs
- Français : Cerisier japonais, Cerisier du Japon, Cerisier à fleurs japonais, Cerisier des collines, Cerisier Oriental[2],[4]
- Espagnol : Cerezo japonés[2]
- Anglais : Japanese Cherry, Japanese flowering Cherry, Oriental Cherry, Serrulated Leaved Cherry, Tibetan Cherry[2],[4]
- Italien : Ciliegio giapponese[2]
- Allemand : Japanische Blütenkirsche, Japanische Nelkenkirsche, Grannenkirsche[2],[4]
- Néerlandais : Japanse Sierkers[2]
- Suédois : Japanskt Prydnadskörsbär[4]
- Chinois (transcription) : Shan Ying Hua[4]

### Étymologie
Le nom scientifique vient du latin. Prunus signifie « prunier », mais est également utilisé pour désigner les cerisiers, et serrulata vient de serrula qui signifie « petite scie » et se réfère à la forme du bord des feuilles qui sont en dents de scie.

## Caractéristiques

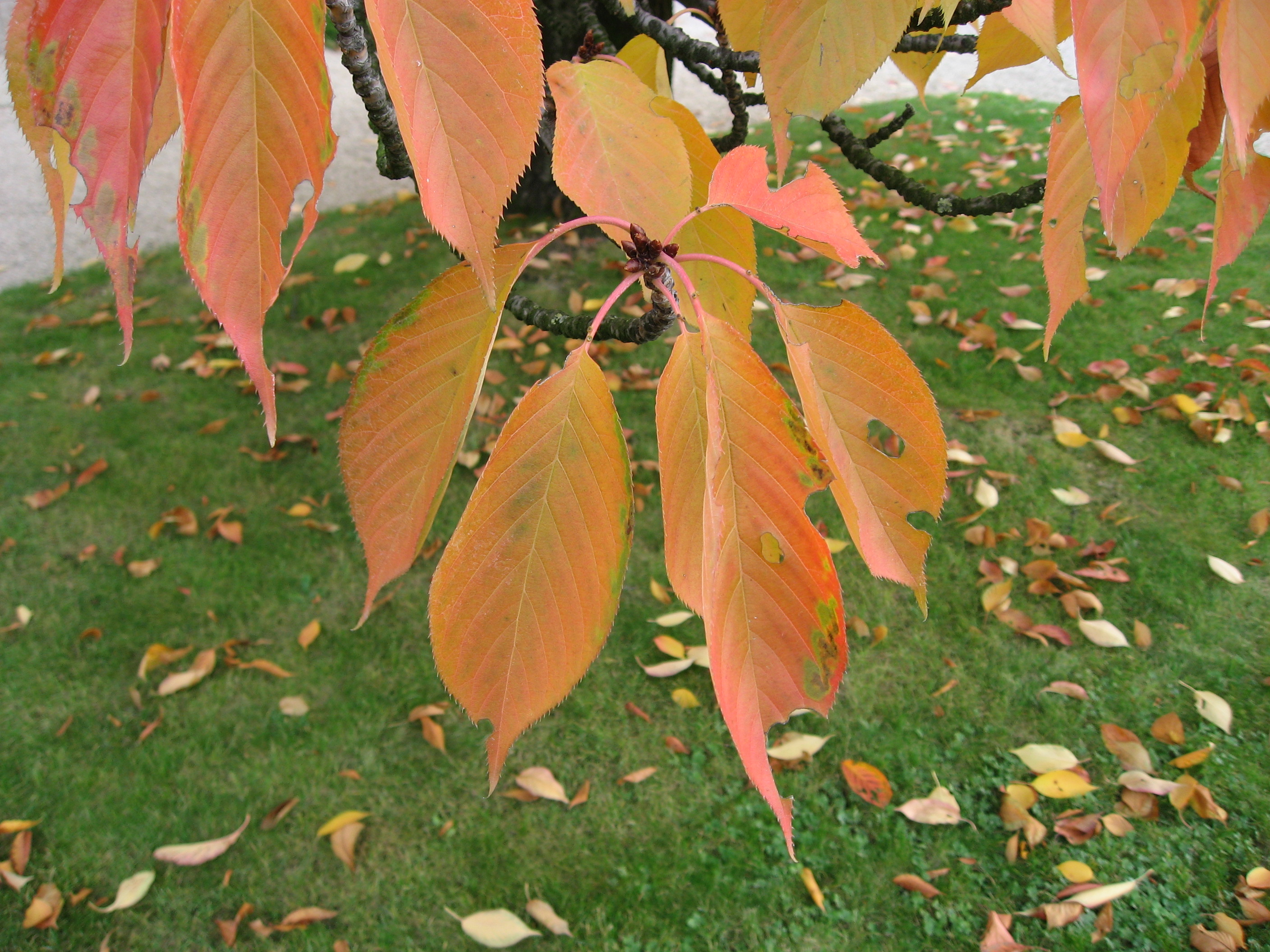
Prunus serrulata (« finement dentelé » en latin) doit son nom au contour de ses feuilles.

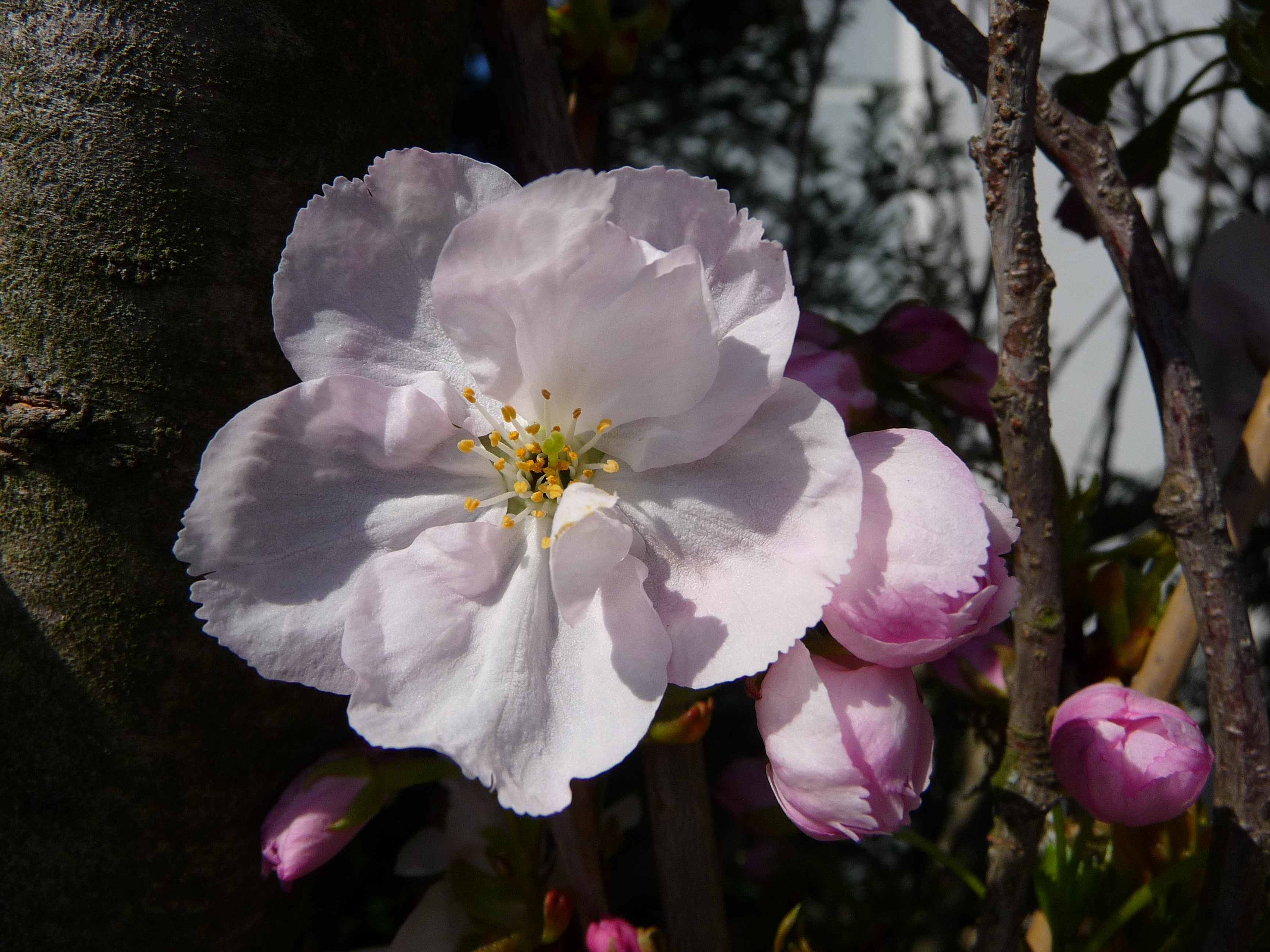
Fleur de Prunus serrulata.

C’est un petit arbre dont la taille varie entre 3 et 4 m en Europe de l’Ouest, et entre 8 et 12 m dans son milieu naturel (en climat tempéré subtropical humide), à houppier dense. Il a un port érigé avec une cime aplatie, mais certains cultivars ont un port colonnaire ou pleureur. Le tronc est droit et lisse, l'écorce est fine et brune, mais peut prendre des tons rougeâtres,. Ses feuilles caduques sont simples, longues (jusqu’à 12 cm), lancéolées, alternes, et elliptiques, à la bordure dentelée. Leur pétiole est court. Elles sont de couleur vert tendre lorsqu’elles se développent au printemps et virent au jaune-orangé en automne,,. Le cerisier japonais commence à fleurir abondamment dès les premières chaleurs d'avril pour faner vers la mi-mai. La couleur des fleurs varie entre le blanc et le rose. Elles sont de petites tailles, doubles ou simples (selon les variétés), groupées en bouquets de 3 à 5. Elles recouvrent complètement la ramure (branches et rameaux),,. Souvent les boutons précédant la floraison sont rose foncé. Les fleurs simples donnent de petits fruits noirs (drupes). Les fleurs doubles des cultivars sont stériles et ne donnent pas de fruits. Les fruits de Prunus serratula n’ont aucun intérêt alimentaire.

### Espèces voisines

#### Cerisier de Sargent
Prunus sargentii est une variété à port érigé et étalé dont la taille peut atteindre 4 m de hauteur. Les fleurs rose clair sont abondantes et disparaissent après trois semaines. Les fruits sont de petites drupes noires. Les feuilles sont rouge bronze et deviennent vert foncé. Il peut supporter des températures allant jusqu’à –30 °C,.

#### Cerisier de Yoshino
Prunus x yedoensis est un hybride à port étalé avec une cime à couronne étalée. Sa taille varie entre 4 et 8 m de hauteur. Les boutons sont rose clair et les fleurs sont blanches et odorantes. La floraison est particulièrement abondante en avril. Les feuilles sont vert très clair et deviennent jaune en automne. Leur taille varie entre 6 et 12 cm. Il se développe en isolé, en haie ou en bouquet. Il peut résister à des températures allant jusqu’à –20 °C.

#### Cerisier d’Izu Ōshima
Prunus speciosa est une espèce dont la taille varie entre 4 et 12 m de hauteur. Les fleurs sont blanches et se développent en quantité abondante. Le fruit est une petite cerise.

#### Cerisier à fleurs nain du Japon
Prunus incisa (en)

### Espèces portant des noms vernaculaires pouvant prêter à confusion
De nombreuses espèces de Prunus portent le nom vernaculaire de Cerisier du Japon. Elles ne sont cependant pas identiques à Prunus serratula. Beaucoup d’entre elles sont des hybrides ou des variétés de Prunus serratula.

## Taxonomie et classification(s)

### Synonymes
- Cerasus serrulata[12]
- Cerasus serrulata (Lindl.) G. Don[12]
- Cerasus serrulata (Lindl.) Loudon[12]
- Padus serrulata (Lindl.) Sokolov[12]
- Prunus angustissima Nakai
- Prunus chikusiensis Koidz.
- Prunus heteroflora Miyoshi
- Prunus jamasakura Siebold ex Koidz.
- Prunus koidzumii Makino
- Prunus leveilleana Koehne
- Prunus mutabilis Miyoshi
- Prunus ogawana Makino
- Prunus paramutabilis Nakai
- Prunus pudibunda Koidz.
- Prunus puddum Miq[12].
- Prunus rotundipetala Nakai
- Prunus sieboldii Koidz.
- Prunus sontagiae Koehne
- Prunus superflua Koidz.
- Prunus tenuiflora Koehne
- Prunus tokugawana Makino
- Prunus veitchii Koehne
- Prunus mesadenia Koehne
- Prunus quelpaertensis Nakai

### Variétés
- Prunus serrulata var. hupehensis (Ingram) Ingram[12],[13]
- Prunus serrulata var. lannesiana (Carrière) Makino - Cerisier japonais à floraison tardive[13]
- Prunus serrulata var. pubescens (Makino) Nakai - Cerisier poilu des montagnes, cerisier coréen, cerisier chinois[8],[12],[13]
- Prunus serrulata var. quelpaertensis Uieki - Cerisier coréen
- Prunus serrulata var. serrulata - cerisier chinois[13]
- Prunus serrulata var. spontanea[8],[12],[13]
- Prunus serrulata var. tomentalla Nakai - Cerisier coréen

### Hybrides botaniques et cultivars
La plupart des cerisiers du Japon de nos[Qui ?] commerces sont des cultivars ou des hybrides de Prunus serrulata. Les différences sont souvent marquées au niveau des fleurs (couleur et forme), de la taille et de la silhouette.

#### Prunus serrulata‘Acolade’

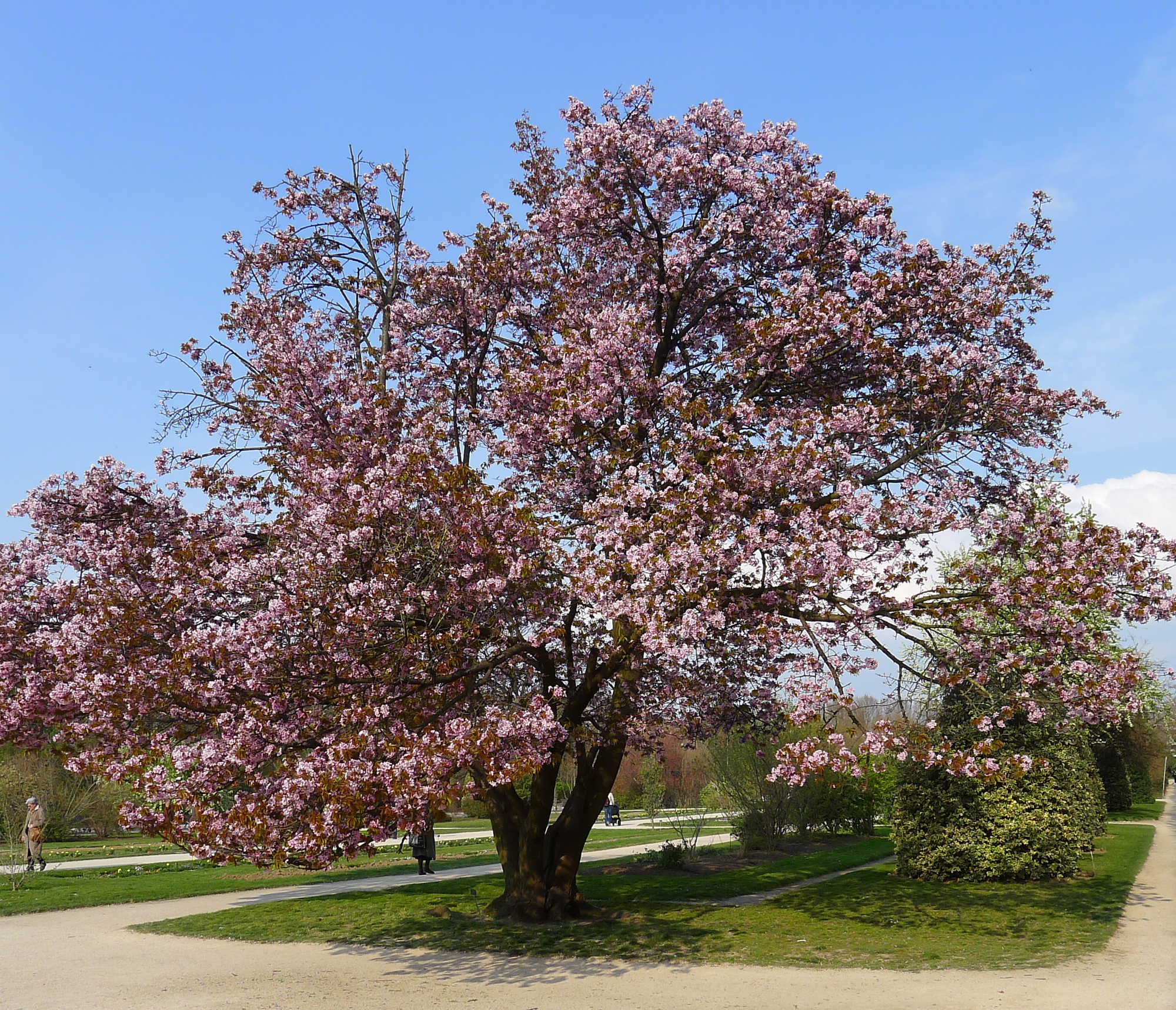
Prunus serrulata 'Hisakura' (arbre) au Jardin des Plantes à Paris.

Il s’agit d’une variété hybride pouvant atteindre 3 m de hauteur. Les boutons rose carmin apparaissent dès le mois d’avril et se transforment en bouquets de grosses fleurs rose pâle semi-doubles. Il se développe en isolé, en massif, en haies ou en rocailles et doit être exposé plein soleil. Il peut résister à des températures allant jusqu’à –20 °C.

#### Prunus serrulata‘Amanogawa’
Il s’agit d’un cultivar à port colonnaire dont la taille peut atteindre 3,5 m (voire plus jusqu'à 6m de haut). Les fleurs rose pâle peuvent être simples ou double. Elles sont parfumées et se développent de mars à mi-avril. Les feuilles sont bronze-jaunâtre et deviennent vertes, rouges ou jaunes en automne. Il se développe en jardinière, en isolé, en rocaille ou en massifs et doit être exposé en plein soleil. Il peut résister à des températures allant jusqu’à –20 °C,.

#### Prunus serrulata‘Kanzan’

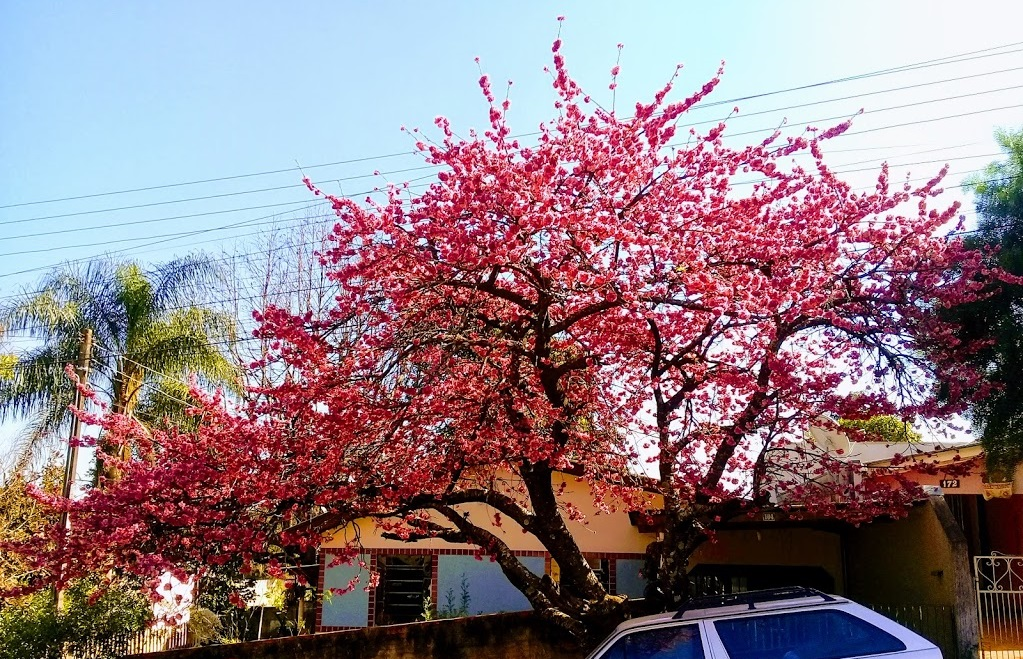
Prunus Serrulata "Kanzan" à Ponta Grossa, sud du Brésil.

Il s’agit d’une variété à port évasé dont la hauteur peut atteindre 6m. Il a une croissance rapide et il s’étale de plus en plus avec l’âge. Les boutons rouge-carmin se développent en bouquets de grandes fleurs doubles rose foncé. La couleur des feuilles change du rouge cuivré au rougeâtre. Il peut se développer en isolé, en massif, en alignement ou en pot. Il peut résister à des températures allant jusqu’à –20 °C. Il s’agit de la variété la plus populaire,.

#### Prunus serrulata‘Kiku Shidare Sakura’

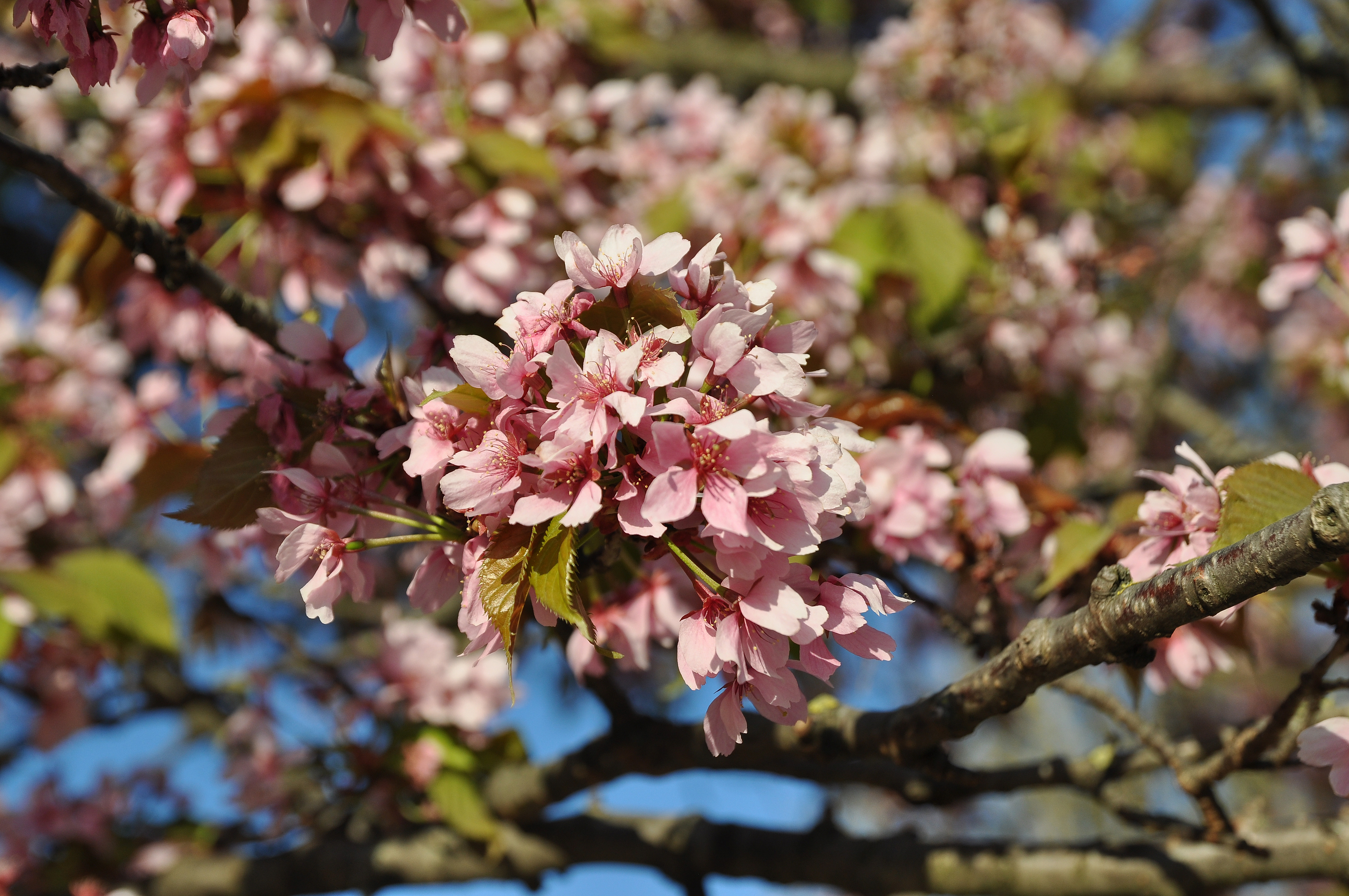
Prunus serrulata 'Hisakura' (fleur) au Jardin des Plantes à Paris.

Il s’agit d’un cultivar à port étalé et pleureur dont la taille peut atteindre 3m de hauteur. La floraison est abondante, double et d’un rose profond. Elle se développe de fin mars à mi-mai. Les feuilles sont vert bronze et deviennent vert intense puis jaune-orangé. Il se développe en isolé, en massif, en rocailles, ou en jardinière. Il peut résister à des températures allant jusqu’à –20 °C,.

#### Prunus serrulata‘Kojo No Mai’
Variété de petite taille (environ 2 m sur 2 m), à croissance lente. Les boutons sont rouges et les fleurs sont blanches au printemps. Les feuilles sont vertes et deviennent rouges en automne. Il se développe isolément ou en massif, et peut également se développer en bac. Il est bonsaïfiable. Il peut résister à des températures allant jusqu’à –15 °C.

#### Prunus serrulata‘Pink perfection’
Il s’agit d’une variété dont les boutons sont presque rouges.

#### Prunus serrulata‘Royal Burgundy’

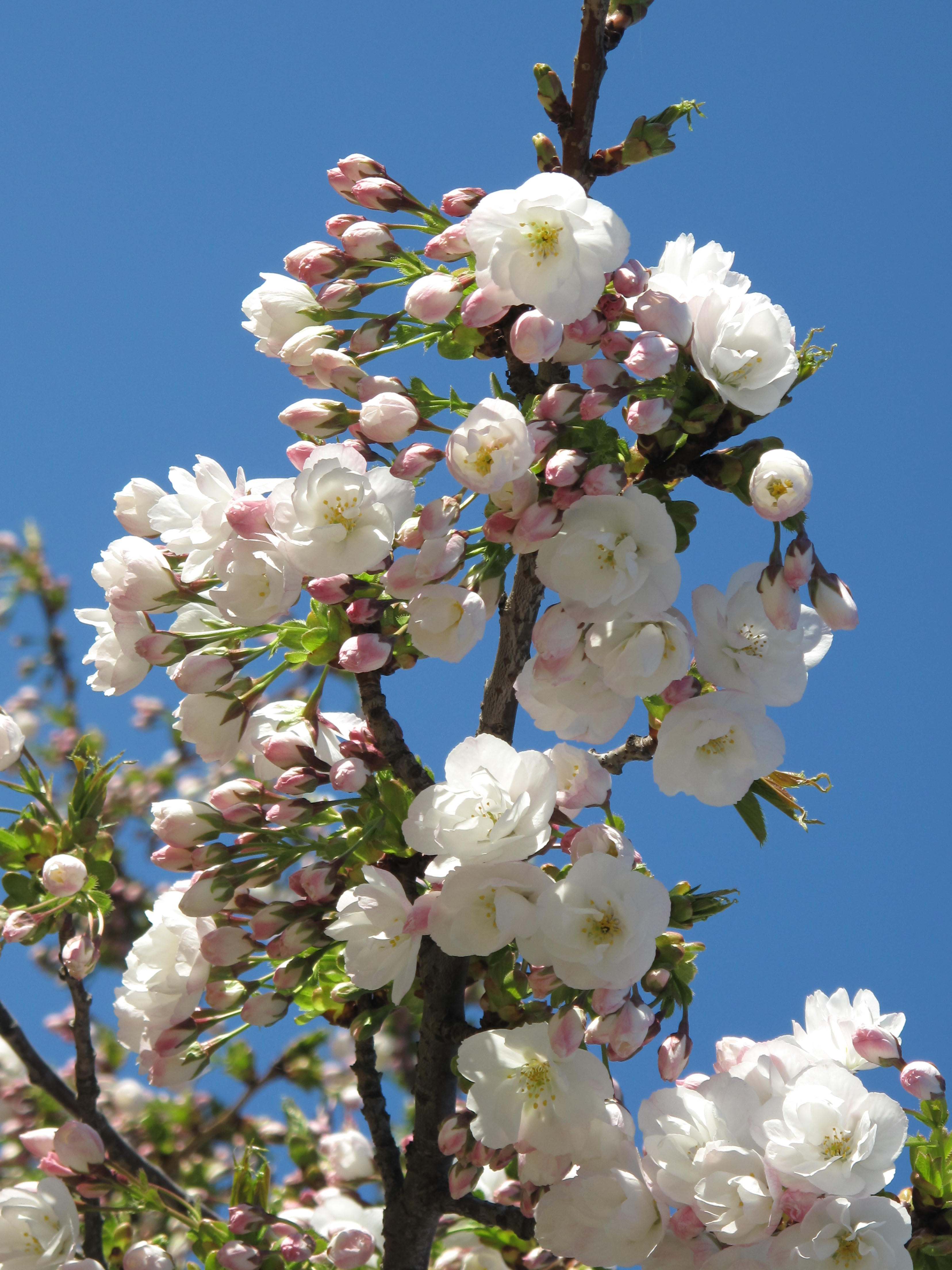
Prunus serrulata 'Shirotae' au Jardin des Plantes à Paris.

Il s’agit d’une variété atteignant environ 1m de hauteur. Les fleurs doubles sont parfumées et de couleur rose. Les feuilles sont pourpre foncé et ont une longueur comprise entre 6 et 12 cm. Il peut être cultivé en bac ou en pot, en isolé, en haies ou en rocailles. Il peut résister à des températures allant jusqu’à –20 °C.

#### Prunus serrulata‘Shirofugen’
Il s’agit d’une variété à fleurs très doubles blanches.

#### Prunus serrulata‘Shirotae’ ou ‘Mont Fuji’
Il s’agit d’une variété formant un grand parasol dont la taille peut atteindre 6 m de hauteur. Les fleurs sont simples ou semi-doubles et de couleur blanche.

#### Prunus serrulata‘Tai Haku’
Il s’agit d’une variété à fleurs blanches simples.

#### Prunus serrulata‘Ukon’
Il s’agit d’une variété dont les fleurs semi-doubles sont d’une couleur crémeuse lavée de vert.

## Écologie

### Répartition géographique

#### Natif
- Chine : Anhui, Guizhou, Hebei, Heilongjiang, Henan, Hubei, Hunan, Jiangsu, Jiangxi, Liaoning, Shaanxi, Shandong, Shanxi, Zhejiang[14],[4],[15]
- Japon : Hokkaido, Honshu, Kyushu, Shikoku[4],[16]
- Corée du Nord[4]
- Corée du Sud[4]

#### Introduit[15]
- États-Unis (Californie, Massachusetts)
- Bolivie
- Îles Chatham
- Slovaquie

Les variétés sauvages ne sont pas fréquentes dans les cultures hors d’Asie mais les cultivars sont implantés sur tous les continents. Ils sont fort appréciés en Europe et en Amérique du Nord.

### Habitat
Le cerisier du Japon est très rustique et peut résister à des températures allant jusqu’à –26 °C. Il n’est pas très exigeant. Il peut pousser dans des sols argileux, calcaires, caillouteux ou humifère. Il peut se développer aussi bien dans un sol à pH alcalin, que neutre ou acide, mais préférera les deux premiers. Il nécessite un sol drainé, à humidité fraîche et un bon ensoleillement,.

### Cycle de vie
En fonction des variétés, le cerisier du Japon peut vivre de 40 à plus de 100 ans. Les cultivars vivent moins longtemps. Sa longévité est due au fait que sa culture n’est pas très exigeante.

### Interaction avec d'autres organismes
Dans leur environnement naturel, les fleurs de Prunus serratula sont pollinisées par des insectes. Parmi ceux-ci, les bourdons, les andrènes, les mégachiles, les syrphes et les abeilles mellifère qui sont les pollinisateurs les plus actifs. L’action de ces insectes pollinisateurs est capitale car elle multiplie le rendement du cerisier.
Les variétés cultivées sont plus souvent greffées ou bouturées.

## Utilisations

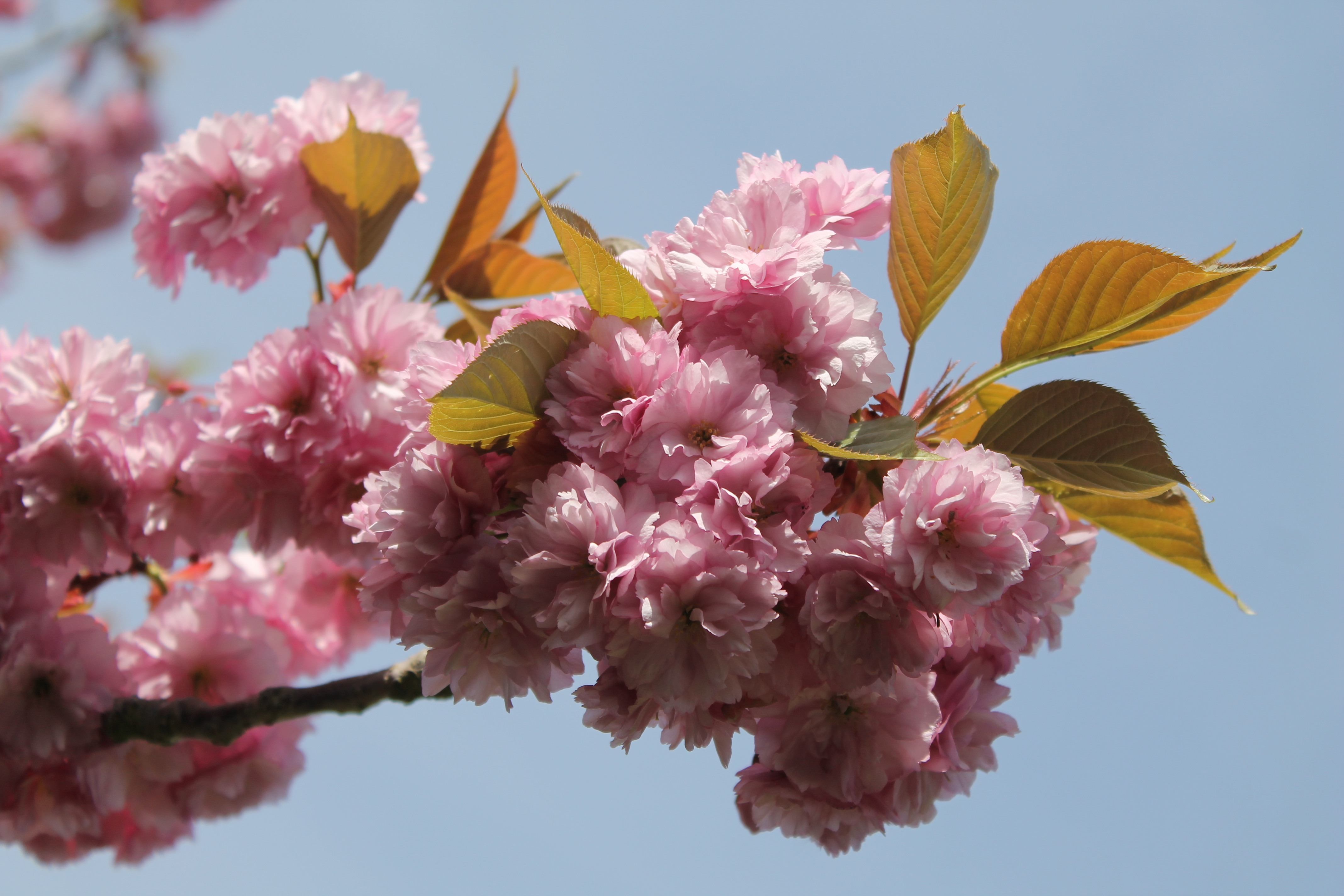
Fleurs du cerisier du Japon.

### Usages médicinaux
Dans la médecine traditionnelle asiatique, les fruits se sont avérés bénéfiques pour une variété de maux parmi lesquels les maladies cardiaques, l'hydropisie, les maux de dents et la goutte. L'analyse moderne du fruit a révélé de fortes propriétés antivirales, antioxydantes et anti-cancérigènes. Les études coréennes considèrent les cerises comme un complément précieux au régime alimentaire,,.

### Huile essentielle
L’huile essentielle de fleur de cerisier a deux utilités principales. Elle est utilisée comme parfum grâce à la qualité supérieure de son arôme et comme agent aromathérapique pour la relaxation et la réduction du stress.

### Plante ornementale
(janvier 2020).
Le cerisier du Japon est principalement utilisé pour sa beauté. Sa première utilité est ornementale. On le plante souvent dans les parcs et les jardins à cet effet. Au Japon, les cerisiers à fleurs sont le symbole d’une beauté éphémère.

## Agriculture et horticulture

### Méthode de culture
Prunus serrulata et ses cultivars se propagent par greffes. En Europe et en Amérique du Nord, on les greffe habituellement sur du Prunus avium et son dérivé MF12/1 qui est cultivé exempt de virus par des pépinières spécialisées. Les variétés cultivées ont pour la plupart des fleurs doubles ou pleines à la suite de la mutation des étamines en pétales supplémentaires. Par conséquent, ces fleurs sont stériles et ne produisent donc pas de fruit.
En fonction des variétés, il peut être cultivé en pot ou en pleine terre, et peut même être bonsaïfiable.
La mise en terre/en pot/greffe sont à effectuer au printemps ou en automne.

### Ennemis (maladies et ravageurs)

#### Moniliose
La Moniliose est uniquement observée dans le cas des variétés produisant des fruits. Elle est provoquée par un champignon microscopique, Monilia laxa. Elle peut apparaître à la suite d'un printemps froid et pluvieux. Les fruits pourrissent et se momifient. L'extrémité des jeunes pousses brunit puis sèche en se recroquevillant.

#### Coryeum
La Criblure à Coryneum est provoquée par un autre champignon microscopique, Coryneum beijerinckii. Elle se traduit par l'apparition de petites taches brun-rouge puis noires évoluant en trous sur les feuilles qui jaunissent et tombent. Elle s’observe au printemps et/ou en automne,.

#### L'apoplexie
Il s’agit de la mort brutale du cerisier. En quelques jours, la plante semble avoir soif puis les feuilles brunissent et l’arbre meurt.

#### Les carences nutritives
Certains dégâts aux feuilles sont occasionnés par des carences nutritives et l’observation des couleurs des feuilles permet de trouver l’élément nutritif manquant.

#### Les insectes ravageurs
Des insectes ravageurs fréquents tels que des petits pucerons noirs peuvent envahir les rameaux au printemps. Les autres insectes potentiels comprennent les cochenilles, les foreurs, les cicadelles, les chenilles, et les scarabées japonais. Les acariens peuvent également être gênants.

## Aspects culturels et historiques

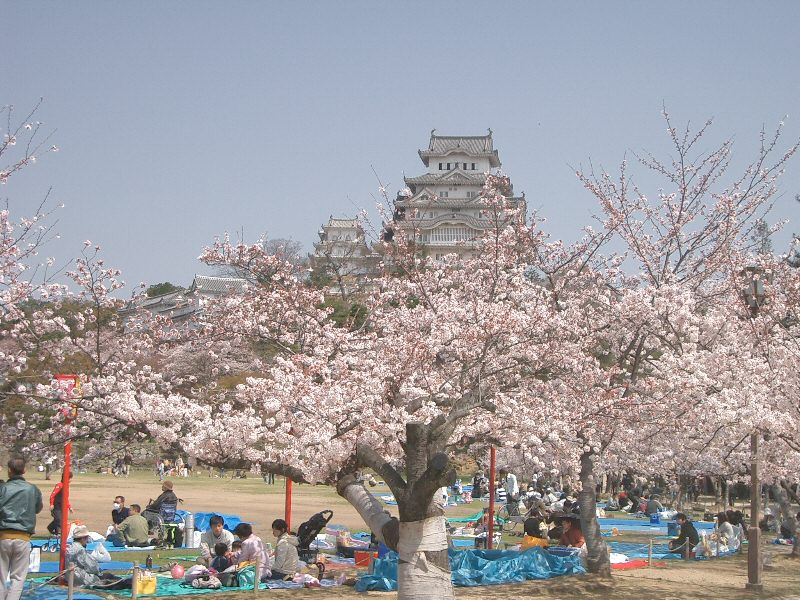
Hanami au pied du château de Himeji.

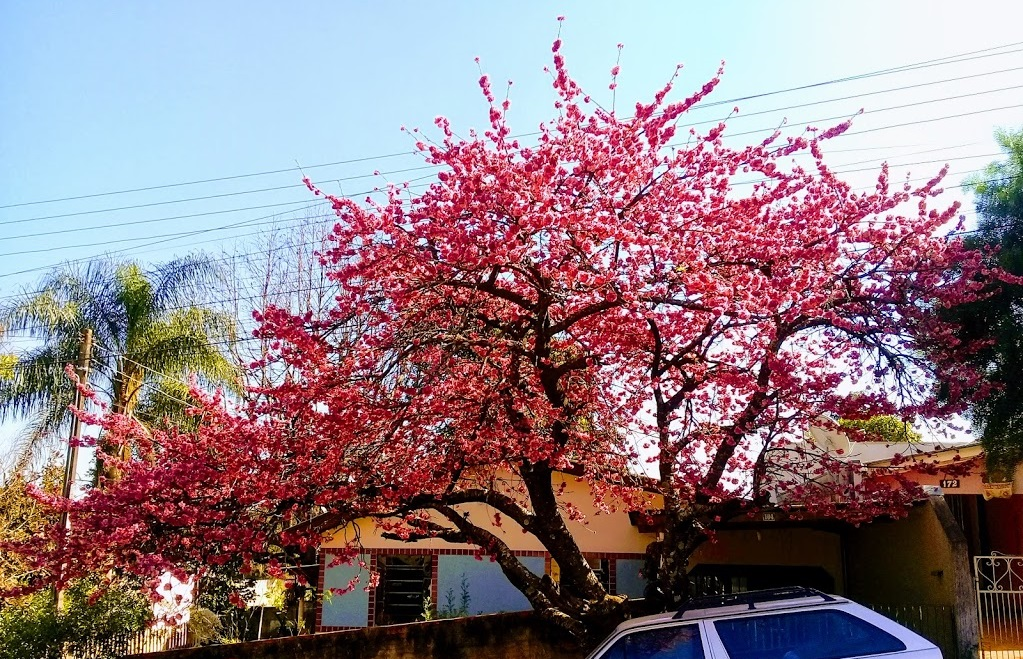
Cerisier à Ponta Grossa, sud du Brésil.

Les cerisiers ont une signification culturelle importante en Asie, en particulier au Japon. « La beauté de la fleur de cerisier est un symbole puissant assimilé à l'évanescence de la vie humaine et incarne la transformation de la culture japonaise à travers les âges ». Au mois d'avril, les Japonais célèbrent la floraison de cet arbre lors de manifestations appelées « hanami » (ou « Ohanami »).

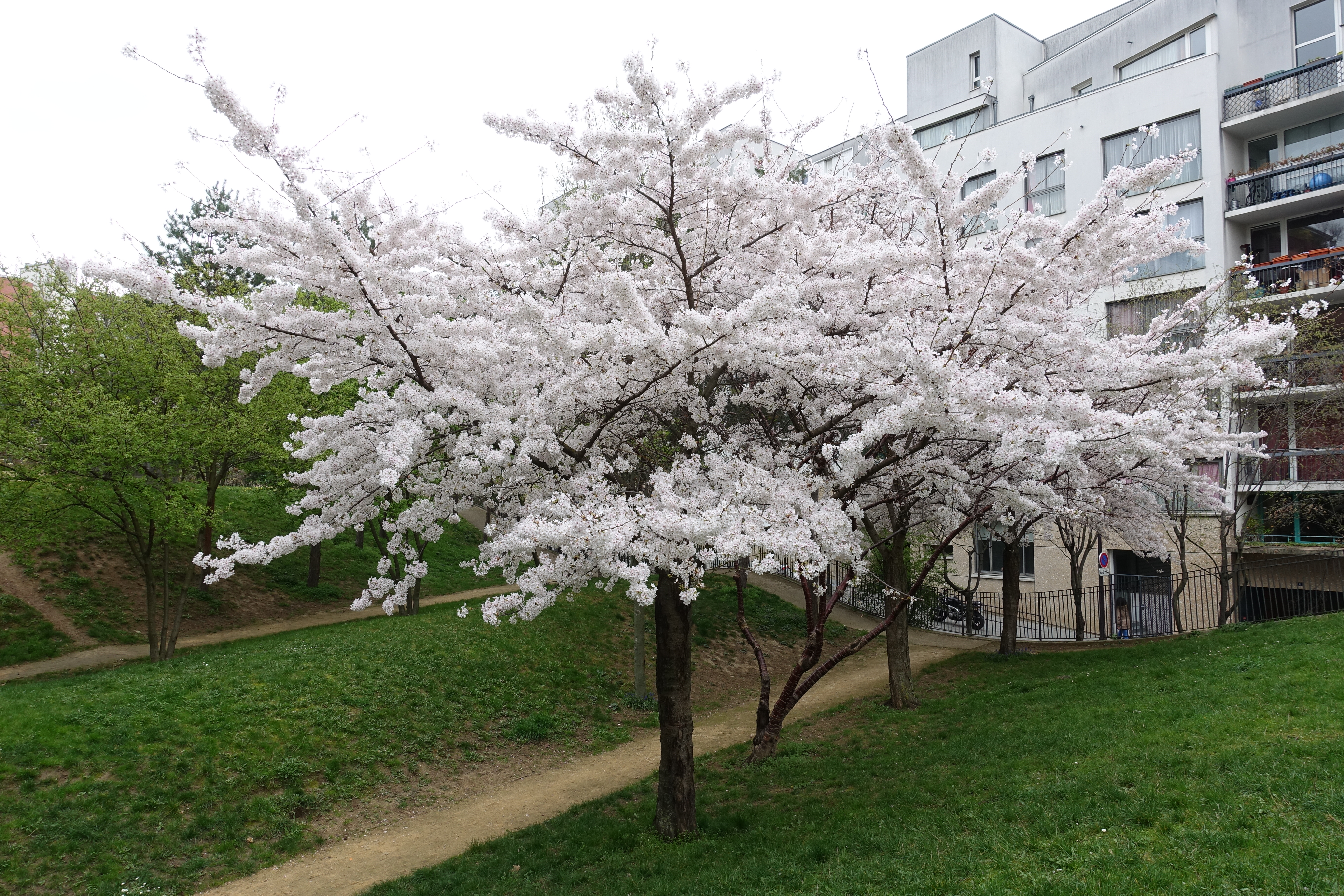
Cerisier du jardin Marie-Thérèse- Auffray, à Paris (14e).

Il semblerait que Prunus serrulata ‘Kwanzan’ a été activement cultivé pour sa beauté depuis le XVe siècle, au Japon. Durant la période médiévale, la classe des guerriers (samouraïs) utilisait la fleur de cerisier pour symboliser l'essence du Samouraï. La fleur de cerisier était belle, complexe et de courte durée. Contrairement à d'autres fleurs, qui se décolorent, se flétrissent et meurent, la fleur de cerisier jette ses pétales à la hauteur de leur beauté. Pour les Samouraïs, cette qualité représentait une mort glorieuse dans la bataille, avant d'atteindre la vieillesse.
À la fin du XIXe siècle, de nombreux Américains se sont intéressés à la beauté des variétés de cerisier. Les cerises asiatiques ont d'abord été importées pour les jardins personnels. En 1912, une écrivaine américaine, écologiste et première femme à siéger au conseil d'administration de National Geographic, Eliza Scidmore, a organisé un don du gouvernement japonais de plus de 3 000 cerisiers de différentes variétés. Leur plantation était prévue le long du Potomac à Washington D.C. (États-Unis) Depuis lors, Washington D.C. célèbre la floraison des cerisiers par des festivals et des cérémonies,,. La période de floraison du cerisier est considérée par certains comme la fin de la saison hivernale et le retour du printemps.
Dans le jeu de cartes traditionnel japonais : hanafuda, des fleurs et branches de cerisier du Japon sont représentées sur la série des quatre cartes du mois de mars.